# Composizioni di Charles-Valentin Alkan

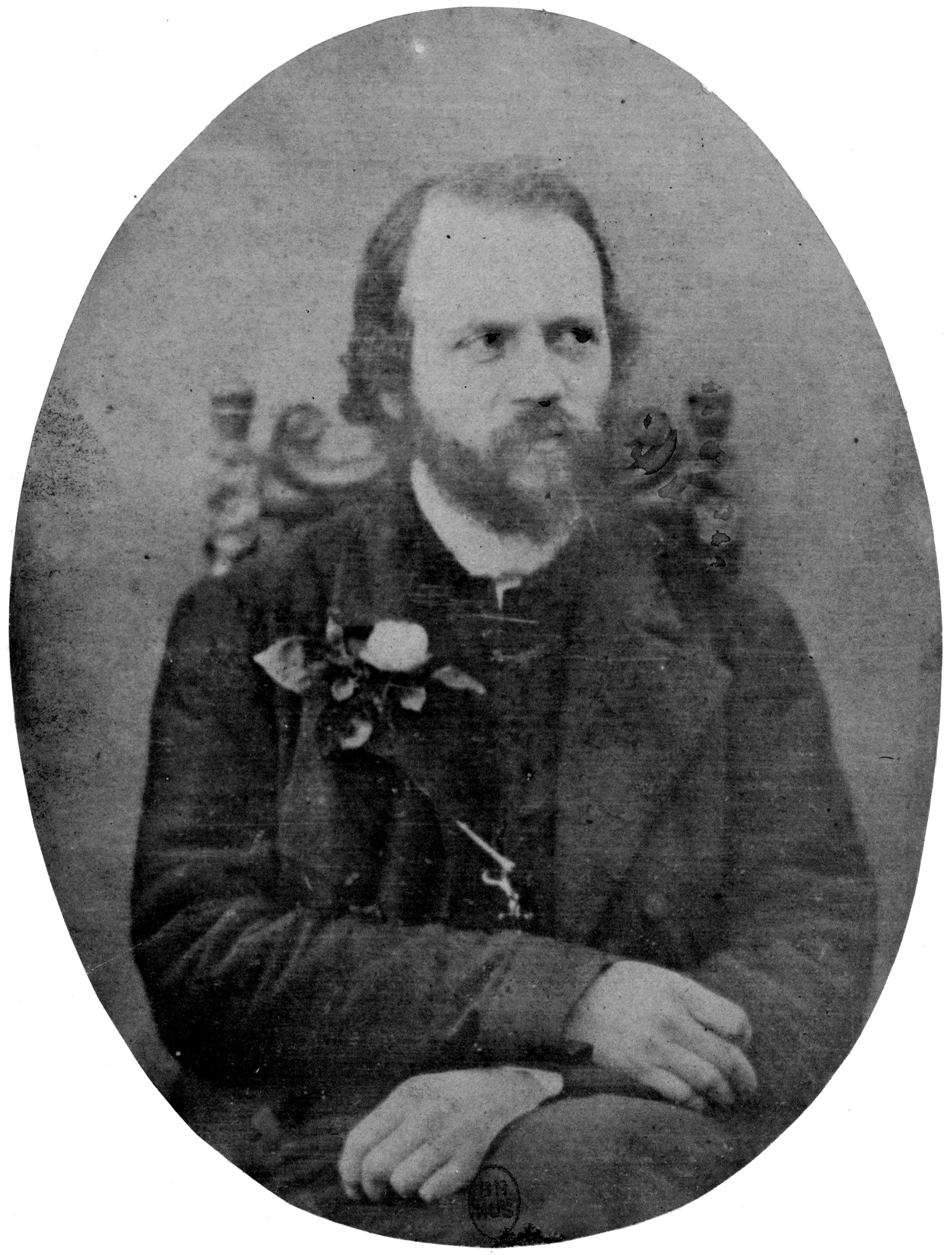
Alkan nel 1888.

Lista delle composizioni di Charles-Valentin Alkan (1813-1888), ordinate per numero d'opus.
| Opus n° | Titolo originale | Tonalità | Data | Dedica e/o sottotitolo |
| ------- | --- | --- | ---- | --- |
| 1       | Variations pour Piano Forte Composées Sur un Thême de Steibelt | - | 1828 | à Monsieur J. Zimmerman par son Elève. Thême de l'Orage, Rondo pastoral, extrait du 3e Concerto. |
| 2       | Les omnibus Variations | Do maggiore | 1829 | Pour le Piano Forte dédiées aux Dames Blanches |
| 3       | Il était un p'tit homme. Rondoletto | La maggiore | 1833 | Pour Piano Forte Dédié à Mademoiselle Marie Cottin |
| 4       | Rondo Brillant | La maggiore | 1833 | Pour le Piano Avec Accompagnement de deux Violons Alto & Basse Ad Libitum, à Madame la Maréchale Duchesse de Montebello                                                                                                 |
| 5       | Rondo sur l'air Largo al factotum du Barbier de Séville de Rossini | - | 1833 | - |
| 8       | Six morceaux caractéristiques - No. 1 Une nuit d'hiver, très lentement in Sol minore - No. 2 La Pâque, Doucement in La maggiore - No. 3 Sérénade, Assez vif in Fa diesis minore - No. 4 Une nuit d'été, Lentement in La maggiore - No. 5 Les moissonneurs, Mouvement de valse in Mi bemolle maggiore - No. 6 L'opéra, Pompeusement in Re bemolle maggiore                                    | 1. Sol minore 2. La maggiore 3. Fa diesis minore 4. La maggiore 5. Mi bemolle maggiore 6. Re bemolle maggiore                                                  | 1838 | - |
| 10      | Due Concerti da camera - Concerto da Camera No. 1 - Concerto da Camera No. 2 | 1. La minore 2. Do diesis minore | 1834 | - Pour le Piano et dédié à son maître et son ami Monsieur Joseph Zimmerman, Chevalier de la Légion d'Honneur et Professeur à l'Ecole Royale de Musique - Pour le Piano, deux violons, alto, violoncelle et contrebasse. |
| 12a     | Rondeau chromatique | Si minore | 1834 | pour le Piano Forte, dédié à la Société des Enfans d'Apollon, et Exécuté à leur Concert Annuel, par Ch. V, Alkan, professeur honoraire de l'École Royale de Paris et membre de la société des Enfants d'Appolon         |
| 12b     | Trois improvisations dans le style brillant / Trois études de Bravoure - No. 1 Prestissimo - No. 2 Allegretto - No. 3 Allegro Marziale | 1. Mi bemolle maggiore 2. Re bemolle maggiore 3. Si minore | 1837 | dédiées à Madame Cottin de Guibeville |
| 13      | Trois Andantes romantiques - No. 1 Andante - No. 2 Andante con moto - No. 3 Andante | 1. Si bemolle maggiore 2. Do diesis maggiore 3. Sol bemolle maggiore                                                                                           | 1837 | dédiés à Chrétien Urhan |
| 15      | Souvenirs. Trois morceaux dans le genre pathétique - No. 1 Aime-moi - No. 2 Le vent - No. 3 Morte | 1. La bemolle minore 2. Si minore 3. Mi bemolle minore | 1837 | dédiés à Liszt |
| 16      | Trois études de bravoure, Tre scherzi ou Caprices - No. 1 Mouvement de valse - No. 2 Moderato (quasi Minuetto) - No. 3 Prestissimo | 1. Do maggiore 2. Do minore 3. Si minore | 1837 | dédiés à son ami Santiago de Masarnau |
| 16/4    | Variations sur Ah ! segnata è la mia morte de l'Opéra Anna Bolena de Donizetti | Re maggiore | 1834 | Introduction tirée de la ritournelle, thème, trois variations et final dédiées à Madame F.G. Loder |
| 16/5    | Variations sur un thème de Bellini La tremenda ultrice spada de I Capuleti e i Montecci | Sol maggiore | 1834 | dédiées à Miss Isabella Field |
| 16/6    | Variations quasi-fantaisie sur une barcarolle napolitiane | Si bemolle maggiore | 1834 | dédiées à Miss Mary Windsor |
| 17      | Le Preux, étude de concert | Si bemolle maggiore | 1844 | dédiée à Madame Adèle Janvier |
| 21      | Grand duo concertant, pour piano et violon - I. Assez anime - II. L'enfer (Lentement) ("Inferno") - III. Aussi vite que possible | 1. Fa diesis minore 2. Do diesis maggiore 3. Fa diesis maggiore                                                                                                | 1841 | - |
| 22      | Nocturne | Si maggiore | 1844 | dédié à Mademoiselle Elisa Poussielgue |
| 23      | Saltarelle | Mi minore | 1844 | dédiée à Mademoiselle Elisa Poussielgue |
| 24      | Gigue et air de ballet dans le style ancien - I. Presto - II. Modéré | 1. La minore 2. Re minore | 1844 | dédiés à son frère Napoléon Alkan |
| 25      | Alleluia | Fa maggiore | 1844 | pour Piano |
| 26a     | Marche funèbre | Mi bemolle minore | 1846 | à Madame La Maréchale Duchesse de Montebello |
| 26b     | Fantaisie à 4 mains. Sur Don Juan | - | 1844 | - |
| 27a     | Marche triomphale | Si maggiore | 1846 | pour Piano, à Madame la Duchesse de Montebello |
| 27b     | Le chemin de fer. Etude pour Piano | Re minore | 1844 | - |
| 29      | Bourrée d'Auvergne | Do minore | 1846 | Etude, à Mademoiselle Clara Loveday |
| 30a     | Premier Trio pour Piano, Violon et Basse - I. Assez largement - II. Très vite - III. Lentement - IV. Vite | 1. Sol minore 2. Sol minore 3. Sol maggiore 4. Sol minore | 1841 | - |
| 31      | 25 Préludes - Livre I - I. Lentement - II. Assez lentement - III. Dans le genre ancien, très lentement - IV. Prière du soir, Assez lentement - V. Psaume 150e Avec enthousiasme - VI. Ancienne mélodie de la synagogue, Andante flebile - VII. Librement mais sans secousses - VIII. La chanson de la folle au bord de la mer, Lentement - IX. Un petit rien, Assez vite                     | 1. Do maggiore 2. Fa minore 3. Re bemolle maggiore 4. Fa diesis minore 5. Re maggiore 6. Sol minore 7. Mi bemolle maggiore 8. La bemolle minore 9. Fa maggiore | 1847 | dans tous les tons Majeurs et mineurs pour piano ou orgue |
| 31      | 25 Préludes - Livre II - X. Placiditas, Tranquillement - XI. Dans le style fugué, très vite - XII. DJ'étais endormie, mais mon coeur veillait (Cantique des cantiques), Lentement - XIII. Prière du soir, Assez lentement - XIV. Le temps qui n'est plus, Andante - XV. Rêve d'amour, Assez vite - XVI. Dans le genre gothique, Assez vite et avec beaucoup de grâce - XVII. Assez lentement | 1. Mi maggiore 2. La minore 3. Sol bemolle maggiore 4. Si minore 5. Si bemolle minore 6. La bemolle maggioreSol maggiore 7. Do minore                          | 1847 | dans tous les tons Majeurs et mineurs pour piano ou orgue |
| 31      | 25 Préludes - Livre III - XVIII. Romance, Sans trop de mouvement - XIX. Modérément vite et bien caractérisé - XX. Prière du matin, Vite - XXI. Doucement - XXII. Anniversaire - XXIII. Assez vite - XXIV. Prestissimo - XXV. Prière, Lentement | 1. Do diesis minore 2. Re minore 3. La maggiore 4. Si bemolle maggiore 5. Mi bemolle minore 6. Si maggiore 7. Mi minore 8. Do maggiore                         | 1847 | dans tous les tons Majeurs et mineurs pour piano ou orgue |
| 32a     | Recueil d'Impromptus - I. Vaghezza: Andantino - II. L'amitié Avec ampleur - III. Fantasietta alla moresca: Allegretto - IV. La foi: Tempo giusto | 1. Si maggiore 2. Si maggiore 3. Si minore 4. Si bemolle maggiore                                                                                              | 1848 | - |
| 32b     | Deuxième recueil d'impromptus - I. Andantino - II. Mesto, Allegretto - III. Vivace - IV. Andante flebile | 1. La minore 2. Re minore 3. Fa maggiore 4. La minore | 1849 | Trois Airs à Cinq Temps et un à Sept Temps pour piano, 2e Recueil d'Impromptus. |
| 33      | Grande sonate "Les Quatre Ages" - I. 20 ans: Très vite - II. 30 ans. Quasi Faust: Assez vite - III. 40 ans. Un heureux ménage: Lentement - IV. 50 ans. Prométhée enchaîné: Extrêmement lent | 1. Re maggiore 2. Re diesis minore 3. Sol maggiore 4. Sol diesis minore                                                                                        | 1848 | Dédiée à son Père |
| 34      | Scherzo Focoso | Si minore | 1848 | pour Piano |

- Op. 35, Douze études dans tous les tons majeurs
No. 1 Allegretto in La maggiore
No. 2 Allegro in Re maggiore
No. 3 Andantino in Sol maggiore
No. 4 Presto in Do maggiore
No. 5 Allegro barbaro in Fa maggiore
No. 6 Allegramente in Si bemolle maggiore
No. 7 L'incendie au village voisin ("L'incendio al villaggio vicino") in Mi bemolle maggiore
No. 8 Lento appassionato in La bemolle maggiore
No. 9 Contrapunctus in Do diesis minore
No. 10 Chant d'amour - Chant de mort: Et quando expectavi lumen, venit caligo ("Canto d'amore - Canto di morte: E quando cercai la luce, venne l'oscurità") in Sol bemolle maggiore
No. 11 Posément in Si maggiore
No. 12 Andando: Étude de concert, technique des octaves ("Studio da concerto, tecnica delle ottave") in Mi maggiore
- Op. 37, Trois marches quasi da cavalleria
No. 1 Molto Allegro
No. 2 Allegro vivace
No. 3 Allegro - Più Presto
- Op. 38a, Premier recueil de chants
No. 1 Assez vivement in Mi maggiore
No. 2 Sérénade in La minore
No. 3 Choeur in La maggiore
No. 4 L'Offrande in La maggiore
No. 5 Agitatissimo in Fa diesis minore
No. 6 Barcarolle in Sol minore
- Op. 38b, Deuxième recueil de chants
No. 1 Hymn in Mi maggiore
No. 2 Allegretto ("Fa") in La minore
No. 3 Chant de Guerre in La maggiore
No. 4 Procession - Nocturne in La maggiore
No. 5 Andante in Fa diesis minore
No. 6 Barcarolle en choeur in Sol minore
- Op. 39, Douze études dans tous les tons mineurs
No. 1 Comme le vent (Come il vento) in La minore
No. 2 En rhythme molossique (In ritmo ternario) in Re minore
No. 3 Scherzo diabolico in Sol minore
No. 4 Sinfonia per pianoforte solo: Allegro moderato in Do minore
No. 5 Sinfonia per pianoforte solo: Marche funèbre (Andantino) in Fa minore
No. 6 Sinfonia per pianoforte solo: Menuet in Si bemolle minore
No. 7 Sinfonia per pianoforte solo: Finale (Presto) in Mi bemolle minore
No. 8 Concerto per pianoforte solo: Allegro assai in Sol diesis minore
No. 9 Concerto per pianoforte solo: Adagio in Do diesis minore
No. 10 Concerto per pianoforte solo: Allegretto alla barbaresca in fa diesis minore
No. 11 Ouverture in Si minore
No. 12 Le festin d'Ésope (La festa di Esopo) in Mi minore
- Op. 40, 3 marches per pianoforte a quattro mani
No. 1 Allegro
No. 2 Allegro moderato
No. 3 Modérément
- Op. 41, Trois petites fantaisies
No. 1 Assez gravement
No. 2 Andantino
No. 3 Presto
- Op. 42, Réconciliation - petit caprice en forme de zorcico
- Op. 45, Salut, cendre de pauvre!
- Op. 46, Minuetto alla tedesca
- Op. 47, Sonate de concert in Mi maggiore per violoncello e pianoforte (1857); trascrizione per viola e pianoforte di Casimir Ney
- Op. 50, Capriccio alla soldatesca
- Op. 50b, Le tambour bat aux champs, sketch (esquisse)
- Op. 51, Trois menuets
- Op. 52, Super flumina Babylonis (Parafrasi di Psalm CXXXVII)
- Op. 53, Quasi-caccia
- Op. 54, Benedictus
- Op. 55, Une fusee, introduction and impromptu
- Op. 57, 2 Nocturnes
No. 1 Deuxième Nocturne (Andantino)
No. 2 Troisiéme Nocturne (Trés vif)
- Op. 60
No. 1 Ma chère liberté
No. 2 Ma chère servitude
- Op. 60b, Le grillon, nocturne
- Op. 61, Sonatine
- Op. 63, 48 Esquisses
- Op. 64, 13 prières per organo
- Op. 65, Troisième recueil de chants
No. 1 Vivante in Mi maggiore
No. 2 Esprits follets in La minore
No. 3 En Canon à l'Octave in La maggiore
No. 4 Tempo Guisto in La maggiore
No. 5 Horace et Lydie in Fa diesis minore
No. 6 Barcarolle in Sol minore
- Op. 66, 11 grands préludes et un transcription du Messie de Handel
- Op. 67, Quatrième recueil de chants
No. 1 Neige et Lave in Mi maggiore
No. 2 Chanson de la Bonne Vieille in La minore
No. 3 Bravement in La maggiore
No. 4 Doucement in La maggiore
No. 5 Appassionato in Fa diesis minore
No. 6 Barcarolle in Sol minore
- Op. 69, Impromptu sur le choral de Luther
- Op. 70, Cinquième recueil de chants
No. 1 Duettino in Mi maggiore
No. 2 Andantinetto in La minore
No. 3 Allegro vivace in La maggiore
No. 4 La voix de l'instrument in La maggiore
No. 5 Scherzo-Coro in Fa diesis minore
Récapitulation en guise de Transition, ou Introduction, pour le numéro suivant
No. 6 Barcarolle in Sol minore
- Op. 72, 11 pièces dans le style religieux, et un transcription du Messie de Handel
- Op. 74, Les Mois
No. 1 Une Nuit d'Hiver
No. 2 Carnaval
No. 3 La Retraite
No. 4 La Paque
No. 5 La Sérénade
No. 6 Promenade sur l'Eau
No. 7 Une Nuit d'Été
No. 8 Les Moissonneurs
No. 9 L'Hallali
No. 10 Gros Temps
No. 11 Le Mourant
No. 12 L'Opéra
- Op. 75, Toccatina
- Op. 76, Trois grandes études per piano
No. 1 Fantaisie in La bemolle maggiore per la mano sinistra
No. 2 Introduction, Variations et Finale in Ra maggiore per la mano destra
No. 3 Mouvement semblable et perpetuel (Rondo-Toccata) in Do minore per le due mani unite

## Senza numerazione
- Palpitamento (1855)
- Trois Anciennes Mélodies Juives (Three old Jewish melodies), per voce e pianoforte (1854)
Lento in Re minore
Allegretto in La minore
Quasi-allegramente in Fa maggiore
- 2er verset du 41 Psaume (Verso secondo del 41º Salmo), per voce e pianoforte (1855, incompleto)
- Hermann et Ketty, per soprano, tenore e orchestra (1832)
- L'Entrée en loge(s), per tenore e orchestra (1834)
- Pas-redoublé in Mi bemolle maggiore (1840)
- 3e Concerto da camera pour piano et cordes
- Allegro agitato (A son confrère P: Cavallo), in Fa minore (1846, incompleto)
- Apassionato in re maggiore, sketch of op. 63, no. 29 (1847, incompleto)
- Pour Monsieur Gurkhaus in Sol maggiore (1863)
- Bombardo-carillon per organo (1872)
- Etude, pour Piano à Clavier de Pedales in D major (1872, incompleto)
- Etude alla Barbaro in Fa maggiore, per pianoforte
- Pro Organo in Do minore, per organo (1850)
- Etude (1840)
- Etz chajjim hi, per due soprano, tenore e basso senza accompagnamento (1847)
- Halelouyoh, per soprano, contralto, tenore, basso e piano (1857)
- Marcia funèbre, sulla morte d'un Pappagallo in Do minore, per due soprano, tenore, basso, tre oboe e fagotto (1859)
- Stances de Millevoye, per tre voci femminili e pianoforte (1859)
- Chapeau bas! in Fa diesis minore (1872)
- Désir. Fantaisie pour piano in La bemolle maggiore (1844)
- 12 Etudes for organ or pedal piano (c. 1865)
No. 1 Moderato in Do minore
No. 2 Adagio in Do minore
No. 3 Fughetta - Moderato in La minore
No. 4 Moderato in Mi bemolle maggiore
No. 5 Moderato in La minore
No. 6 Adagio in Do diesis minore
No. 7 Allegro in La maggiore
No. 8 Enérgicamente in Re minore
No. 9 Leggiermente - Moderato in Re maggiore
No. 10 Moderato in Re maggiore
No. 11 Adagio in Fa minore
No. 12 Tempo giusto in Do maggiore
- Fantaisie à 4 mains Sur Don Juan (1844)
- Fantasticheria pour Piano (1868)
- Finale, for piano four hands (1838)
- Jean qui pleure et Jean qui rit (1840)
- Les Regrets de la Nonnette. Petite mélodie pour piano (1854)
- Impromptu in Fa diesis minore (1845)
- Petit conte pour le Piano in Mi bemolle maggiore (1859)
- Variations à la vielle in Do maggiore (1840)
- Variations sur un air favori de l'opéra Ugo (1842)
- Zorcico. Danse Iberienne in Re minore
- Petits préludes sur les huit gammes du plain-chant, per organo (1859)